# Sovjetunionens historia 1953–1985
När Stalin dog 5 mars 1953 togs makten över av en ledartrojka med Nikita Chrusjtjov som partisekreterare, Georgij Malenkov som premiärminister samt Lavrentij Berija som vice premiärminister. I februari 1956 höll Chrusjtjov ett hemligt tal vid partiets tjugonde partikongress där han gick till angrepp mot Stalin och personkulten kring denne. Förhoppningar om ett fredligare Sovjetunionen kom på skam när sovjetiska trupper tågade in i Ungern i oktober 1956. Chrusjtjov var också oberäknelig – ett toppmöte med USA:s president Dwight D. Eisenhower ställdes in efter att ett amerikanskt spaningsplan (U2) skjutits ned över Sovjetunionen och Chrusjtjov fick intern kritik för hur han hade skött Kubakrisen och misslyckandena i det sovjetiska jordbruket. Han hade också försökt organisera om kommunistpartiet vilket hotade partibyråkraternas makt.
År 1964 fick han lämna politiken och en ny ledartrojka (Leonid Brezjnev, Alexej Kosygin och Anastas Mikojan) tog makten. Mikojan avlöstes efter ett år av Nikolaj Podgornyj. Av dessa tre blev snart Leonid Brezjnev den mäktigaste. Under hans ledning försökte Sovjet återuppväcka folkfrontspolitiken från 1940-talet i den europeiska vänstern, det vill säga att kommunister skulle samarbeta med socialdemokrater. Warszawapaktens intåg i Tjeckoslovakien 1968 omintetgjorde dock detta samarbete. 1970-talet blev stagnationens årtionde för Sovjet. Brezjnev fick partibyråkraterna på sin sida genom att ge dem ämbeten på livstid men följden blev att de tusentals delegaterna i högsta sovjet blev allt äldre.
Efter Brezjnevs död 1982 tog först Jurij Andropov och sedan Konstantin Tjernenko över som generalsekreterare. Båda tillhörde samma generation som Brezjnev och satt endast kort tid. Andropov förde dock fram Michail Gorbatjov som blev generalsekreterare 1985.